# 底抜けシリーズ
『底抜けシリーズ』（そこぬけシリーズ）は、1950年代から1980年代にかけての底抜けコンビ（ジェリー・ルイスとディーン・マーティン）、あるいはジェリー・ルイス主演によるアメリカ映画の一連の作品群。ほとんどの作品はパラマウント・ピクチャーズで製作された。

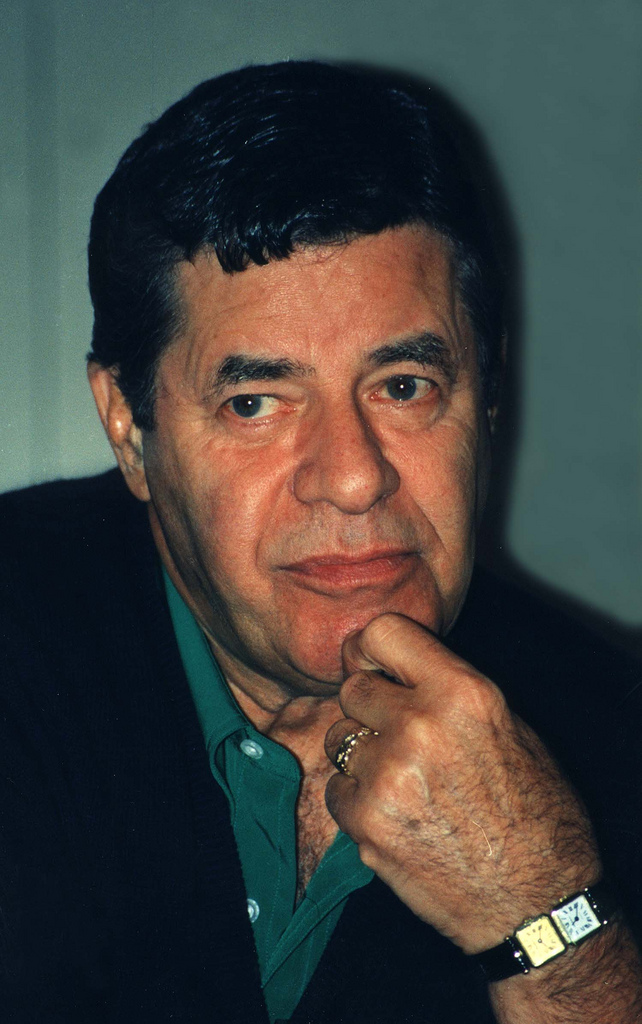

## 解説
アメリカ人の映画に求める明朗な嗜好があらわれた作品で知られる。ドタバタ喜劇と荒唐無稽で大時代的な筋書きから、愛好家の根強い支持を集める。
日本では映画興行にとどまらず、2000年頃まで民放テレビ（主にテレビ東京）の深夜枠で繰り返し再放送された。
原題では「底抜け」なるシリーズとして統一された単語はなく、作品ごとに独立し淡々とした表現である。「底抜け」は淀川長治と清水俊二によって名付けられた。
主演は、底抜けコンビとして知られるジェリー・ルイスとディーン・マーティンの2人。後にルイス一人になってからも「底抜け」シリーズ（日本公開題名）は続作され、フランク・タシュリンやノーマン・タウログのほか、自らも監督を務めるマルチぶりを発揮した。
ザ・ドリフターズのメンバーである加藤茶と志村けんは、コメディアンとして当シリーズに大きく影響を受けている。
『底抜け00の男』のクライマックスは、明石家さんまと大竹しのぶ主演の映画『いこかもどろか』で再現されている。

## 作品
| 公開年 | 邦題 原題                                       | 吹き替え （二人の場合ルイス、マーティンの順） | 備考                                            |
| ------ | ----------------------------------------------- | --------------------------------------------- | ----------------------------------------------- |
| 1950   | 底抜け右向け!左 At War With the Army            |                                               |                                                 |
| 1951   | 底抜け艦隊 Sailor Beware                        | 近石真介、広川太一郎                          | シリーズ中で日本初公開となった。                |
| 1952   | 底抜け落下傘部隊 Jumping Jacks                  | はせさん治、青野武                            |                                                 |
| 1953   | 底抜けびっくり仰天 Scared Stiff                 | 近石真介、羽佐間道夫                          |                                                 |
| 1953   | 底抜けふんだりけったり Money From Home          | 近石真介、羽佐間道夫                          |                                                 |
| 1953   | 底抜けやぶれかぶれ The Caddy                    | 近石真介、羽佐間道夫                          |                                                 |
| 1954   | 底抜け最大のショウ Three Ring Circus            | 近石真介、羽佐間道夫                          |                                                 |
| 1954   | 底抜けニューヨークの休日 Living It Up           | 近石真介、羽佐間道夫                          |                                                 |
| 1955   | お若いデス You're Never Too Young               | 近石真介、羽佐間道夫                          | 別題「底抜けダイヤ強盗」                        |
| 1955   | 画家とモデル Artists and Models                 | 鈴木やすし、広川太一郎                        |                                                 |
| 1956   | 底抜け西部へ行く Pardners                       | 愛川欽也、広川太一郎                          |                                                 |
| 1956   | 底抜けコンビのるかそるか Hollywood or Bust      | 鈴木やすし、羽佐間道夫                        | コンビでの最終作。 以降はルイス単独主演となる。 |
| 1957   | 紐育ウロチョロ族 The Delicate Delinquent        | 近石真介                                      | 別題「底抜けニューヨークウロチョロ族」          |
| 1957   | 底抜け楽じゃないデス Rock-A-Bye Baby            | 近石真介                                      |                                                 |
| 1957   | 底抜け一等兵 The Sad Sack                       |                                               |                                                 |
| 1958   | 底抜け慰問屋行ったり来たり The Geisha Boy       | 里見たかし                                    |                                                 |
| 1959   | 底抜け船を見棄てるナ Don't Give Up the Ship     |                                               |                                                 |
| 1959   | 底抜け宇宙旅行 Visit to a Small Planet          |                                               |                                                 |
| 1960   | 底抜けてんやわんや The Bellboy                  |                                               |                                                 |
| 1960   | 底抜けシンデレラ野郎 Cinderfella                | 肝付兼太                                      |                                                 |
| 1961   | 底抜けもててもてて The Ladies Man               | 近石真介                                      |                                                 |
| 1961   | 底抜け便利屋小僧 The Errand Boy                 |                                               |                                                 |
| 1962   | 底抜け棚ボタ成金 It's Only Money                | 近石真介                                      |                                                 |
| 1963   | 底抜け大学教授 The Nutty Professor              | 近石真介                                      | 後にエディ・マーフィ主演でリメイク。            |
| 1963   | 底抜けオットあぶない Who's Minding the Store?   | 近石真介                                      |                                                 |
| 1964   | 底抜けいいカモ The Patsy                        | 近石真介                                      |                                                 |
| 1964   | 底抜け00（ゼロゼロ）の男 The Disorderly Orderly | 近石真介                                      |                                                 |
| 1965   | 底抜け男性No.1 The Family Jewels                |                                               |                                                 |
| 1966   | 底抜け替え玉戦術 3 on a couch                   |                                               | コロンビア ピクチャーズ製作。                   |
| 1981   | 底抜け再就職も楽じゃない Hardly Working         |                                               | 配給は20世紀フォックス。                        |